# Abelardo Bueno do Prado
Abelardo Bretanha Bueno do Prado (* 8. Januar 1896 in Jaguarão, Rio Grande do Sul; † 21. Dezember 1961) war ein brasilianischer Diplomat.

## Werdegang
Bueno do Prado studierte Humanmedizin an der Universität Rio de Janeiro und schloss mit der Promotion ab. Er begann seine diplomatische Laufbahn 1921, war zunächst Sekretär in Prag von 1921 bis 1923 und von 1923 bis 1926 war er an der brasilianischen Botschaft in Caracas. Es folgten Verwendungen in Lissabon sowie als Botschafter in Indien und Panama. Vom 26. September 1955 bis 1960 war er brasilianischer Botschafter in Bonn. Er war Unterzeichner der Gründungsakte der Deutsch-Brasilianischen Gesellschaft.

## Ehrungen
- 1928: Offizier des Christusordens
- 1955: Großes Verdienstkreuz mit Stern und Schulterband der Bundesrepublik Deutschland
- Benennung der Avenida Embaixador Abelardo Bueno in Rio de Janeiro